# NOTO
NOTO (англ. Notochord homeobox) – білок, який кодується однойменним геном, розташованим у людей на 2-й хромосомі. Довжина поліпептидного ланцюга білка становить 251 амінокислот, а молекулярна маса — 27 003.
| 10         |  | 20         |  | 30         |  | 40         |  | 50         |
| ---------- |  | ---------- |  | ---------- |  | ---------- |  | ---------- |
| MPSPRPRGSP |  | PPAPSGSRVR |  | PPRSGRSPAP |  | RSPTGPNTPR |  | APGRFESPFS |
| VEAILARPDP |  | CAPAASQPSG |  | SACVHPAFWT |  | AASLCATGGL |  | PWACPTSWLP |
| AYLSVGFYPV |  | PGPRVAPVCG |  | LLGFGVTGLE |  | LAHCSGLWAF |  | PDWAPTEDLQ |
| DTERQQKRVR |  | TMFNLEQLEE |  | LEKVFAKQHN |  | LVGKKRAQLA |  | ARLKLTENQV |
| RVWFQNRRVK |  | YQKQQKLRAA |  | VTSAEAASLD |  | EPSSSSIASI |  | QSDDAESGVD |
| G          |  |            |  |            |  |            |  |            |

A: Аланін

C: Цистеїн

D: Аспарагінова кислота

E: Глутамінова кислота

F: Фенілаланін

G: Гліцин

H: Гістидин

I: Ізолейцин

K: Лізин

L: Лейцин

M: Метіонін

N: Аспарагін

P: Пролін

Q: Глутамін

R: Аргінін

S: Серин

T: Треонін

V: Валін

W: Триптофан

Кодований геном білок за функцією належить до білків розвитку. 
Задіяний у таких біологічних процесах, як транскрипція, регуляція транскрипції. 
Білок має сайт для зв'язування з ДНК. 
Локалізований у ядрі.